# Palau de Penya-serrada
El palau de Penya-serrada, construït al segle xviii, se situa a la plaça del Poble Nou de la ciutat de Mutxamel (l'Alacantí, País Valencià). Penya-serrada és un lloc del nucli urbà de Mutxamel constituït per un nucli urbà, un palau i jardí articulats mitjançant una plaça quadrada. Fins a 1789, Penya-serrada era una entitat municipal pròpia, però va quedar assimilada per Mutxamel en les reformes administratives del segle xix.
Encara que es manca de documentació, l'origen de la casa pot situar-se al començament de l'època moderna. El seu aspecte actual data de reformes i ampliacions efectuades a la fi del set-cents. L'habitatge adquireix caràcter palatí. S'introdueixen nous aspectes urbans en la realització d'una plaça quadrada, amb els carrers d'accés situats a les mediatrius de tres dels costats. Al quart se situa el palau, que després de la reforma i ampliació s'adequa als nous corrents arquitectònics del barroc tardà. L'enfilada d'habitacions disposades en successió, suposa la renovació més significativa. A això cal afegir el canvi de relació social, la casa deixa de ser exclusivament una peça destinada a donar cabuda a les collites del camp i es transforma en un element per al gaudi i comoditat dels usuaris. Com a resultat, les peces es dimensionen en funció de les necessitats de relació familiar, oci o activitats socials; la decoració aconsegueix un grau eloqüent de refinament. La planta del palau es desenvolupa en «L».
La major novetat ve determinada pel jardí, resultat de les importants reformes dutes a terme al començament del segle xix. En ell es distingeixen les tres tipologies més difoses dels jardins europeus. Cadascun dels tipus —francés, anglés i italià— queden perfectament diferenciats entre si. Es troben espècies arbòries variades, estàtues, balustrades i fonts.